# Hallsbo

Hallsbo är en by i Hedesunda socken i Gävle kommun i Gästrikland. 
Vid Hallsbo finns en fornborg. Flera byar slutar med sina rågångar, som spetsen av en tårtbit, mot fornborgen uppe på Kittilberget. Det tyder på att bönderna var mycket angelägna att nå fram med sina byar och få sin andel i fornborgen som var ett skydd mot fientliga krafter. När fornborgen anlades vet man inte. Möjligen gick Dalälvens vatten upp högre än i dag i vikar intill fornborgen när den byggdes och användes. 